# 제제번
제제 번(일본어: 膳所藩 제제한[*])은 일본 에도 시대 오미국 오쓰 주변을 지배했던 번으로, 지금의 시가현 오쓰시에 위치했다. 1651년 이후의 고쿠다카는 7만 석으로, 당시 후다이 다이묘가 지배했던 기나이 지방의 번들 중에서도 히코네번・오바마번에 다음가는 대형 번이었다. 번청은 제제성이다.

## 역대 번주
다메 도다 가문
1. 도다 가즈아키(戸田一西) 재위 1601년 ~ 1604년
2. 도다 우지카네(戸田氏鉄) 재위 1604년 ~ 1616년

혼다 히코하치로 가문
1. 혼다 야스토시(本多康俊) 재위 1617년 ~ 1621년
2. 혼다 도시쓰구(本多俊次) 재위 1621년

노다 스가누마 가문
1. 스가누마 사다요시(菅沼定芳) 재위 1621년 ~ 1634년

이시카와 가문
1. 이시카와 다다후사(石川忠総) 재위 1634년 ~ 1650년
2. 이시카와 노리유키(石川憲之) 재위 1650년 ~ 1651년

혼다 히코하치로 가문(재봉)
1. 혼다 도시쓰구(재임) 재위 1651년~ 1664년
2. 혼다 야스마사(本多康将) 재위 1664년 ~ 1679년
3. 혼다 야스요시(本多康慶) 재위 1679년 ~ 1714년
4. 혼다 야스노부(本多康命) 재위 1714년 ~ 1719년
5. 혼다 야스토시(本多康敏) 재위 1719년 ~ 1747년
6. 혼다 야스타케(本多康桓) 재위 1747년 ~ 1765년
7. 혼다 야스마사(本多康政) 재위 1765년 ~ 1766년
8. 혼다 야스토모(本多康伴) 재위 1766년 ~ 1771년
9. 혼다 야스마사(本多康匡) 재위 1771년 ~ 1781년
10. 혼다 야스사다(本多康完) 재위 1782년 ~ 1806년
11. 혼다 야스쓰구(本多康禎) 재위 1806년 ~ 1847년
12. 혼다 야스아키(本多康融) 재위 1847년 ~ 1856년
13. 혼다 야스시게(本多康穣) 재위 1856년 ~ 1871년

## 폐번치현 이후
제제현(일본어: 膳所県)은 일본의 옛 행정구역명이다. 제제 번이 폐번치현으로 인해 1871년 8월 29일(메이지 4년 7월 14일) 현으로 바뀐 것이다. 그 후 1872년 1월 2일 부현(府縣) 합병으로 오쓰현에 편입되었다.

## 같이 보기
- 시가현